# Benetutti
Benetutti (Benetutti in sardo) è un comune italiano di 1 635 abitanti della città metropolitana di Sassari, e più precisamente della regione storica del Goceano.

## Origini del nome
Il nome "Benetutti", secondo quanto riportato nel dizionario storico-geografico della Sardegna (Angius-Casalis), deriva dal toponimo "bena de Tudi" (vena/sorgente di Tudi) con riferimento alle sorgenti termali. In una carta geografica risalente al 1500 (circa), conservata nei Musei Vaticani, il paese è indicato con il nome "Benetutti".

## Storia
È un paese antichissimo che conserva nel suo territorio tracce di insediamenti nuragici e romani.
Possiamo infatti trovare varie tombe dei giganti, domus de janas e costruzioni risalenti al neolitico. I romani hanno lasciato alcune tracce della loro permanenza sul territorio come dimostra, per esempio, la vasca termale che si trova all'interno delle terme di San Saturnino.
Appartenne al giudicato di Torres e fece parte della curatoria del Goceano o di Anela (di cui Anela fu il capoluogo). Alla caduta del giudicato (1259) la curatoria del Goceano andò a far parte del giudicato di Arborea. Alla caduta del giudicato (1410) entrò a far parte dei territori del marchesato di Oristano, e alla definitiva caduta di quest'ultimo (1478), passò agli aragonesi che ne fecero un feudo regio, amministrato cioè direttamente da funzionari della Corona e non da feudatari. Fu riscattato nel 1839 con la soppressione del sistema feudale, per divenire un comune autonomo amministrato da un sindaco e da un consiglio comunale.

### Simboli
Lo stemma e il gonfalone del comune di Benetutti sono stati concessi con decreto del presidente della Repubblica dell'8 agosto 1994. Lo stemma può essere blasonato: partito semitroncato: nel primo, di rosso, alla fontana di tre bacili d'argento, con l'acqua di azzurro, zampillante e ricadente nei due bacili sottostanti; nel secondo, di verde, a sette spighe di grano d'oro, impugnate, legate di rosso; nel terzo, di azzurro, all'albero di olivo sradicato, al naturale, fruttato di sei pezzi di nero. Ornamenti esteriori da Comune.
Il gonfalone è un drappo di bianco.

## Monumenti e luoghi d'interesse

### Architetture religiose
Sono numerosi i luoghi di culto presenti a Benetutti. Fra tutti si segnalano:
- la chiesa parrocchiale di Sant'Elena, che conserva un retablo databile al 1549 attribuito al Maestro di Ozieri e considerato una delle più originali espressioni dell'arte sarda del Rinascimento
- la chiesa di Santa Croce
- la chiesa di San Timoteo
- la chiesa di San Salvatore, la più antica del paese.
- la chiesa di Santa Rosalia
- la chiesa campestre di Santa Barbara
- la chiesa della Beata Vergine di Boloe

#### Architetture civili
- Terme di San Saturnino.

### Siti archeologici

#### Siti preistorici
Nel territorio comunale si trovano varie Tombe dei Giganti, Domus de Janas ed altre costruzioni risalenti al neolitico.
- Nuraghe S'Aspru.
- Domus de Janas Tomba del Labirinto
- il dolmen di Monte Maone

#### Siti storici
- Le Terme di Aquae Lesitanae complesso termale risalente all'età imperiale: si dice vi fossero 110 sorgenti con accanto a ogni fonte, una lastra di pietra che indicava il male da curare.[senza fonte] Vestigia Romane riscoperte nel 1971, quando furono compiuti lavori di scavo presso le moderne Terme di San Saturnino. Nel 1983, altri scavi, rinvennero il "calidarium" con mosaici. Nei pressi delle antiche terme di “Aquae Lesitanae” si erge il sacello dedicato al dio Asclepio o Esculapio, come dimostra il ritrovamento di due colonne e di 3 are, delle quali una con dedica votiva al dio Esculapio.

## Società

### Evoluzione demografica
Abitanti censiti

### Lingue e dialetti
La variante del sardo parlata a Benetutti è quella logudorese centrale o comune.

## Economia
Benetutti è membro dell'associazione "Città del vino" ed è noto per la sua coltivazione e produzione del prestigioso e antico vino Arvisionadu, che si trova solamente in questo comune e nei dintorni del Goceano. Dal punto di vista turistico il comune è conosciuto anche per le sue sorgenti termali che si trovano sparse qua e là per il suo territorio, conosciute fin dall'antichità e sono inevitabilmente legate alle leggende sulla nascita del nome del paese. Esistono tre stabilimenti privati e diverse sorgenti spontanee in cui è possibile fare liberamente il bagno.

## Amministrazione
| Periodo         | Periodo         | Primo cittadino   | Partito                              | Carica  | Note   |
| --------------- | --------------- | ----------------- | ------------------------------------ | ------- | ------ |
| 6 giugno 1993   | 27 aprile 1997  | Salvatore Bellu   | lista eterogenea                     | Sindaco | [ 5 ]  |
| 27 aprile 1997  | 13 maggio 2001  | Giovanni Sini     | liste civiche di centro-destra       | Sindaco | [ 6 ]  |
| 13 maggio 2001  | 28 maggio 2006  | Daniele Arca      | lista civica                         | Sindaco | [ 7 ]  |
| 28 maggio 2006  | 15 maggio 2011  | Gianni Murineddu  | lista civica                         | Sindaco | [ 8 ]  |
| 15 maggio 2011  | 5 giugno 2016   | Gianni Murineddu  | lista civica "Uniti per lo Sviluppo" | Sindaco | [ 9 ]  |
| 6 giugno 2016   | 11 ottobre 2021 | Vincenzo Cosseddu | lista civica "Unidos Pro Benetutti"  | Sindaco | [ 10 ] |
| 11 ottobre 2021 | in carica       | Daniele Arca      | lista civica "Per Benetutti"         | Sindaco | [ 11 ] |

## Sport
Nei dintorni della zona termale (e la maggior parte di proprietà dell'intera comunità montana) si trovano: un centro sportivo con campi da tennis, piscina, campi di calcetto, pallacanestro, un ippodromo ed un centro sanitario. Nonostante siano stati ultimati già da tempo, comunque completamente attrezzati e pronti per essere pienamente operativi al più presto, sono ancora chiusi.
È possibile fare escursionismo sia a piedi che in bicicletta che in moto la maggior parte dell'anno, già che il territorio prevalentemente pianeggiante offre numerosi e pittoreschi percorsi immersi nella natura ancora incontaminata.